# Filip Salač
Filip Salač (Mladá Boleslav, Región de Bohemia Central, República Checa, 12 de diciembre de 2001) es un piloto de motociclismo checo que participa en el Campeonato Mundial de Moto2 con el equipo Marc VDS Racing Team.

## Biografía
Filip Salač debutó en la Red Bull MotoGP Rookies Cup en 2016 haciendo una buena temporada debut, consiguió dos quintos puestos en Aragón como mejores resultados, finalizó la temporada en novena posición con 74 puntos. Ese mismo año debutó en el FIM CEV International Championship solo cuatro carreras finalizando trigésimo séptimo con un punto.
En 2017 las lesiones le impidieron completar la temporada en los dos certámenes, en la Red Bull MotoGP Rookies Cup corrió seis carreras de trece terminando la temporada en decimotercera posición con 65 puntos y en el FIM CEV corrió siete carreras de doce terminando en la vigesimoséptima posición con doce puntos.
En 2018 disputó su primera carrera en el mundial de Moto3 corriendo como wildcard en su gran premio de casa en Brno clasificó en 26.º posición y finalizó la carrera en 24.º posición. En septiembre el equipo Redox PrüstelGP anuncio el fichaje de Filip Salač para 2019 haciendo dupla con su compatriota Jakub Kornfeil.

## Resultados

### Red Bull MotoGP Rookies Cup
(Carreras en negrita indica pole position, carreras en cursiva indica vuelta rápida)
| Año  | 1      | 2       | 3      | 4     | 5      | 6     | 7       | 8       | 9       | 10     | 11      | 12    | 13    | Pos. | Pts. |
| ---- | ------ | ------- | ------ | ----- | ------ | ----- | ------- | ------- | ------- | ------ | ------- | ----- | ----- | ---- | ---- |
| 2016 | JER 15 | JER Ret | ASS 9  | ASS 6 | SAC 10 | SAC 8 | RBR 11  | RBR 10  | BRN Ret | BRN 11 | MIS 11  | ARA 5 | ARA 5 | 9.º  | 75   |
| 2017 | JER 4  | JER 2   | ASS    | ASS   | SAC    | SAC   | BRN Ret | BRN DNS | RBR     | RBR    | MIS 5   | ARA 6 | ARA 5 | 13.º | 65   |
| 2018 | JER 3  | JER 4   | MUG 10 | ASS 5 | ASS 2  | SAC 4 | SAC 3   | RBR 5   | RBR 3   | MIS 2  | ARA Ret | ARA 7 |       | 4.º  | 151  |

### FIM CEV Moto3 Junior World Championship
(Carreras en negrita indica pole position, carreras en cursiva indica vuelta rápida)
| Año  | 1       | 2      | 3       | 4       | 5      | 6      | 7       | 8      | 9      | 10     | 11      | 12      | Pos. | Pts. |
| ---- | ------- | ------ | ------- | ------- | ------ | ------ | ------- | ------ | ------ | ------ | ------- | ------- | ---- | ---- |
| 2016 | VAL     | VAL    | LMS     | ARA     | CAT    | CAT    | ALB Ret | EST 15 | JER    | JER    | VAL 20  | VAL 21  | 37.º | 1    |
| 2017 | ALB Ret | LMS 11 | CAT DNS | CAT DNS | VAL    | VAL    | EST     | JER 19 | JER 13 | ARA 12 | VAL DNQ | VAL DNQ | 27.º | 12   |
| 2018 | EST 8   | VAL 9  | VAL Ret | LMS 18  | CAT 22 | CAT 16 | ARA 9   | JER 9  | JER 8  | ALB 10 | VAL     | VAL     | 11.º | 43   |

### Campeonato Mundial de Supersport 300

#### Por temporada
| Año   | Moto               | Equipo                              | Carreras | Victorias | Podios | Poles | V.Ráp. | Pts. | Pos. |
| ----- | ------------------ | ----------------------------------- | -------- | --------- | ------ | ----- | ------ | ---- | ---- |
| 2020  | Kawasaki Ninja 400 | ACCR Czech Talent Team - Willi Race | 2        | 0         | 0      | 0     | 0      | 4    | 34°  |
| Total |                    |                                     | 2        | 0         | 0      | 0     | 0      | 4    |      |

- * Temporada en curso.

#### Carreras por año
(Carreras en negrita indica pole position, carreras en cursiva indica vuelta rápida)
| Año  | Equipo   | 1   | 2   | 3   | 4   | 5   | 6   | 7      | 8      | 9   | 10  | 11  | 12  | 13  | 14  | Pos. | Pts. |
| ---- | -------- | --- | --- | --- | --- | --- | --- | ------ | ------ | --- | --- | --- | --- | --- | --- | ---- | ---- |
| 2020 | Kawasaki | SPA | SPA | POR | POR | SPA | SPA | SPA 12 | SPA NC | SPA | SPA | FRA | FRA | POR | POR | 34.º | 4    |

### Campeonato del Mundo de Motociclismo
Sistema de puntuación de 1993 hasta 2022:
| Posición | 1.º | 2.º | 3.º | 4.º | 5.º | 6.º | 7.º | 8.º | 9.º | 10.º | 11.º | 12.º | 13.º | 14.º | 15.º |
| Puntos   | 25  | 20  | 16  | 13  | 11  | 10  | 9   | 8   | 7   | 6    | 5    | 4    | 3    | 2    | 1    |

Sistema de puntuación desde 2023 en adelante:
| Posición       | 1.º | 2.º | 3.º | 4.º | 5.º | 6.º | 7.º | 8.º | 9.º | 10.º | 11.º | 12.º | 13.º | 14.º | 15.º |
| Puntos         | 25  | 20  | 16  | 13  | 11  | 10  | 9   | 8   | 7   | 6    | 5    | 4    | 3    | 2    | 1    |
| Carrera sprint | 12  | 9   | 7   | 6   | 5   | 4   | 3   | 2   | 1   |      |      |      |      |      |      |

#### Por categoría
| Cat.  | Temporadas    | 1.er Gran Premio     | 1.er Podio     | 1.ª Victoria  | Carreras | Victorias | Podios | Poles | V.Ráp. | Pts. | CM |
| ----- | ------------- | -------------------- | -------------- | ------------- | -------- | --------- | ------ | ----- | ------ | ---- | -- |
| Moto3 | 2018-2021     | República Checa 2018 | Francia 2021   |               | 50       | 0         | 1      | 1     | 0      | 133  | 0  |
| Moto2 | 2022-presente | Catar 2022           | Tailandia 2022 |               | 56       | 0         | 3      | 1     | 0      | 228  | 0  |
| Total | 2018-presente | 2018-presente        | 2018-presente  | 2018-presente | 106      | 0         | 4      | 2     | 0      | 361  | 0  |

#### Por temporada
| Temp. | Cat.  | Moto       | Equipo                              | Carreras | Victorias | Podios | Poles | V.Ráp. | Pts. | Pos |      |
| ----- | ----- | ---------- | ----------------------------------- | -------- | --------- | ------ | ----- | ------ | ---- | --- | ---- |
| 2018  | Moto3 | KTM        | Cuna de Campeones Czech Talent Team | 15       | 1         | 0      | 0     | 0      | 0    | 0   | NC   |
| 2019  | Moto3 | KTM        | Redox PrüstelGP                     | 12       | 19        | 0      | 0     | 0      | 0    | 32  | 23.º |
| 2020  | Moto3 | Honda      | Rivacold Snipers Team               | 12       | 13        | 0      | 0     | 0      | 0    | 30  | 21.º |
| 2021  | Moto3 | Honda      | Rivacold Snipers Team               | 12       | 8         | 0      | 1     | 1      | 0    | 71  | 16.º |
| 2021  | Moto3 | KTM        | CarXpert Prüstel GP                 | 12       | 9         | 0      | 0     | 0      | 0    | 71  | 16.º |
| 2022  | Moto2 | Kalex      | Gresini Racing Moto2                | 12       | 20        | 0      | 1     | 0      | 0    | 45  | 20.º |
| 2023  | Moto2 | Kalex      | QJmotor Gresini Moto2               | 12       | 19        | 0      | 1     | 1      | 0    | 110 | 11.º |
| 2024  | Moto2 | Kalex      | Marc VDS Racing Team                | 12       | 17        | 0      | 1     | 0      | 0    | 73  | 16.º |
| 2025  | Moto2 | Boscoscuro | Marc VDS Racing Team                | 12       |           |        |       |        |      | *   | *    |
| Total | Total | Total      | Total                               | Total    | 106       | 0      | 4     | 2      | 0    | 361 |      |

- * Temporada en curso.

#### Carreras por año
| Año  | Cat.  | Moto       | 1       | 2       | 3       | 4       | 5       | 6      | 7       | 8       | 9       | 10      | 11      | 12     | 13      | 14      | 15      | 16      | 17      | 18      | 19      | 20     | 21  | 22  | Pos. | Pts. |
| ---- | ----- | ---------- | ------- | ------- | ------- | ------- | ------- | ------ | ------- | ------- | ------- | ------- | ------- | ------ | ------- | ------- | ------- | ------- | ------- | ------- | ------- | ------ | --- | --- | ---- | ---- |
| 2018 | Moto3 | KTM        | QAT     | ARG     | AME     | SPA     | FRA     | ITA    | CAT     | NED     | GER     | CZE 24  | AUT     | GBR    | RSM     | ARA     | THA     | JPN     | AUS     | MAL     | VAL     |        |     |     | NC   | 0    |
| 2019 | Moto3 | KTM        | QAT 21  | ARG 25  | AME 20  | SPA Ret | FRA 15  | ITA 20 | CAT Ret | NED 14  | GER 13  | CZE Ret | AUT 19  | GBR 21 | RSM 9   | ARA 18  | THA 11  | JPN 22  | AUS Ret | MAL 13  | VAL 5   |        |     |     | 23.º | 32   |
| 2020 | Moto3 | Honda      | QAT 8   | SPA Ret | AND Ret | CZE 25  | AUT Ret | EST 12 | RSM 20  | ERM 16  | CAT 12  | FRA 12  | ARA 16  | TER 13 | EUR 9   | VAL DNS | POR     |         |         |         |         |        |     |     | 21.º | 30   |
| 2021 | Moto3 | Honda      | QAT 13  | DOH Ret | POR 13  | SPA 12  | FRA 2   | ITA 11 | CAT Ret | GER Ret | NED     |         |         |        |         |         |         |         |         |         |         |        |     |     | 16.º | 71   |
| 2021 | Moto3 | KTM        |         |         |         |         |         |        |         |         |         | EST 11  | AUT 12  | GBR 14 | ARA Ret | RSM Ret | AME Ret | ERM 10  | ALG 10  | VAL 4   |         |        |     |     | 16.º | 71   |
| 2022 | Moto2 | Kalex      | QAT Ret | INA 21  | ARG Ret | AME 14  | POR 14  | SPA 21 | FRA 15  | ITA 13  | CAT Ret | GER Ret | NED 10  | GBR 9  | AUT Ret | RSM Ret | ARA 17  | JPN 10  | THA 2   | AUS Ret | MAL 11  | VAL 13 |     |     | 20.º | 45   |
| 2023 | Moto2 | Kalex      | POR 4   | ARG 7   | AME 5   | SPA 9   | FRA 2   | ITA 7  | GER 13  | NED Ret | GBR 13  | AUT 7   | CAT Ret | RSM 9  | IND 10  | JPN 5   | INA Ret | AUS Ret | THA 17  | MAL 14  | QAT DNS | VAL 17 |     |     | 11.º | 110  |
| 2024 | Moto2 | Kalex      | QAT 21  | POR DNP | AME 15  | SPA 11  | FRA 12  | CAT 12 | ITA Ret | NED WD  | GER INJ | GBR Ret | AUT 10  | ARA 11 | RSM 7   | ERM 10  | INA 15  | JPN 3   | AUS 14  | THA 14  | MAL 15  | SLD 5  |     |     | 16.º | 73   |
| 2025 | Moto2 | Boscoscuro | THA 9   | ARG Ret | AME Ret | QAT 10  | SPA 10  | FRA 7  | GBR 7   | ARA 5   | ITA 12  | NED Ret | GER 10  | CZE 8  | AUT INJ | HUN     | CAT     | RSM     | JPN     | INA     | AUS     | MAL    | POR | VAL | 13.º | 71   |

| Color     | Resultado                                                               |
| --------- | ----------------------------------------------------------------------- |
| Oro       | Ganador                                                                 |
| Plata     | 2.ª plaza                                                               |
| Bronce    | 3.ª plaza                                                               |
| Verde     | Finalizó en los puntos                                                  |
| Azul      | Finalizó sin puntos                                                     |
| Azul      | NC - No clasificado                                                     |
| Violeta   | Ret - No terminó (Carrera)                                              |
| Rojo      | DNQ - No se clasificó                                                   |
| Negro     | DSQ - Descalificado                                                     |
| Blanco    | DNS - No empezó (carrera)                                               |
| Blanco    | WD - Retirado (fin de semana)                                           |
| Blanco    | C - Carrera cancelada                                                   |
| Sin color | DNP - Inscrito pero no participó                                        |
| Sin color | INJ - Lesionado                                                         |
| Sin color | EX - Excluido                                                           |
| Estado    | Resultado                                                               |
| Negrita   | Pole position                                                           |
| Cursiva   | Vuelta rápida                                                           |
| †         | Abandona, pero clasifica al completar el porcentaje requerido para ello |